# Mette Mestad
Mette Mestad (19 novembre 1958) è un'ex biatleta norvegese, vincitrice della Coppa del Mondo nel 1984.

## Biografia
In carriera prese parte a tre edizioni dei Campionati mondiali (8ª nella sprint a Chamonix 1984 e a Egg am Etzl/Ruhpolding 1985 i migliori risultati)

## Palmarès

### Coppa del Mondo
- Vincitrice della Coppa del Mondo nel 1984